# Princess/シャンランラン
「Princess/シャンランラン」（プリンセス/シャンランラン）は、日本のシンガーソングライター・miwaの20枚目のシングル。2016年6月22日にSony Music Recordsから発売。
なお、リリースとしては両A面として発表されており、タイトルもそれぞれ「Princess/シャンランラン」、アニメ盤は「シャンランラン feat.96猫/Princess」（シャンランラン フィーチャリング クロねこ/プリンセス）となっているが、商品パッケージとしては「Princess」（プリンセス）のみ冠する場合がある。本項目及び関連項目においては両A面の表記のままで扱う。

## 概要
通常盤、初回生産限定盤、期間生産限定盤（アニメ盤）の3形態としてリリース。
「Princess」のミュージック・ビデオでは、マンドリンに初挑戦しており、ライブ・パフォーマンスでも使用している。

## 収録曲
| 全作詞: miwa。 |                                            |      |               |         |      |
| #              | タイトル                                   | 作詞 | 作曲          | 編曲    | 時間 |
| 1.             | 「Princess」                               | miwa | miwa, NAOKI-T | NAOKI-T | 4:55 |
| 2.             | 「シャンランラン」                         | miwa | miwa, NAOKI-T | NAOKI-T | 4:04 |
| 3.             | 「片想い（2016.3.8@日本武道館Live ver.）」 | miwa | miwa          | NAOKI-T | 6:28 |
| 4.             | 「Princess -Instrumentnal-」               | miwa |               |         |      |
| 5.             | 「シャンランラン -Instrumentnal-」         | miwa |               |         |      |

上記トラック情報は初回生産限定版および通常版の場合であり、期間生産限定盤（アニメ盤）は異なる（後述）。

### 初回生産限定盤
CD
タイトル「Princess / シャンランラン」。
1. Princess
森永製菓『ベイク』CMソング[8]。
2. シャンランラン
miwaのみ歌唱バージョン。
3. 片想い（2016.3.8@日本武道館Live ver.）
ライブツアー『miwa “ballad collection” tour 2016 〜graduation〜』同公演の音源を収録。ヴァイオリニストの宮本笑里との共演となっている[注 2]。

DVD
1. Princess（ビデオクリップ+メイキング）

### 通常盤
CD
初回生産限定版のCDと同内容。

### 期間生産限定盤（アニメ盤）
CD
タイトル「シャンランラン feat.96猫 / Princess」。
1. シャンランラン feat.96猫（4:03）
96猫との共演バージョン。日本テレビ・青森放送系テレビアニメ『ふらいんぐうぃっち』主題歌 [9]。
2. Princess
3. 片想い（2016.3.8@日本武道館Live ver.）
4. シャンランラン feat.96猫 -TV Edit Ver.-（1:32）
テレビサイズバージョン。
5. シャンランラン -Instrumental-
6. Princess -Instrumental-

DVD
1. シャンランラン feat.96猫
TVアニメ『ふらいんぐうぃっち』 non-credit opening.

## 演奏
シャンランラン
- miwa, 96猫 (アニメ盤のみ)：Vocal, Chorus
- NAOKI-T：Produce, Arrangement

Princess
- miwa：Vocal, Acoustic Guitar, Chorus
- NAOKI-T：Acoustic Guitar, Bass, Programming

片想い（2016.3.8@日本武道館Live ver.）
- miwa：Vocal, Piano
- 宮本笑里：Violin